# Vladimir Cvetković
Vladimir Cvetković (cyr. Владимир Цветковић, ur. 24 maja 1941 w Loznicy|) – serbski koszykarz, w barwach Jugosławii srebrny medalista olimpijski z Meksyku.
Był zawodnikiem koszykarzem Crvenej zvezdy Belgrad i reprezentacji Jugosławii. Srebro igrzysk w 1968 jest jego największym sportowym sukcesem (brał udział także w igrzyskach w 1964 – siódme miejsce), choć miał w dorobku również srebro mistrzostw świata i Europy. W latach 1992–1998 był ministrem młodzieży i sportu. Jego syn Rastko także był koszykarzem (z epizodem w NBA).

## Osiągnięcia
Zespołowe
- Mistrz Jugosławii (1969, 1972)
- Zdobywca pucharu Jugosławii (1971)

Reprezentacja
- Wicemistrz:
  - olimpijski (1968)
  - świata (1963, 1967)
  - Europy (1969)
- Lider Eurobasketu w skuteczności rzutów wolnych (1969 – 100%)[2]